# Fabio Reinhart
Fabio Reinhart (Bellinzona, 23 marzo 1942) è un architetto svizzero.

## Biografia
Reinhart ha compiuto i suoi studi al Politecnico federale di Zurigo. Nel 1970 ha aperto il suo studio a Lugano con Bruno Reichlin.

## Progetti
- Casa Tonini, Torricella-Taverne, Svizzera (1974)
- Chiesa di San Carlo Borromeo (Lavizzara), Svizzera (1975-1979)
- Casa Sartori, Riveo, Svizzera (1976)
- Casa Croci, Mendrisio, Svizzera (1979-89)
- Teatro Carlo Felice (rinnovo), Genova, Italia (1981)
- Fabbrica a Coesfeld-Lette, Germania (1983-7; con Santiago Calatrava)
- Motorway hotel, Bellinzona, Svizzera (1990)